# Улица Дмитрия Ульянова (Москва)
У́лица Дми́трия Улья́нова (до 1963 — 1-я Черёмушкинская улица) — улица в Юго-Западном административном округе города Москвы. Проходит от Ленинского проспекта, являясь продолжением Университетского проспекта, до Севастопольского проспекта.
Пересекает улицу Вавилова, площадь Хо Ши Мина, Новочерёмушкинскую улицу, Большую Черёмушкинскую улицу.

На протяжении около 2,5 километра посередине улицы проходит широкий газон с пешеходными дорожками и скамейками, который является продолжением газона Университетского проспекта. 

Привязка домов к почтовым индексам (117036, 117218, 117292,117447, 117449, 119333) — на сайте.

## Происхождение названия
Названа 27 июля 1963 года в честь Д. И. Ульянова (1874—1943). Прежнее название: 1-я Черёмушкинская улица.

## История
Улица построена на территории существовавших в 1-й половине прошлого века сёл Троицкого Черёмушки и Знаменского Черёмушки. Строительство пятиэтажек началось в середине пятидесятых годов. С 1955 года носила название 1-й Черёмушкинской улицы и располагалась параллельно 3-й, 5-й и 7-й Черёмушкинским улицам (Сайт moluzao.ru (недоступная ссылка)).

## Примечательные здания и сооружения
По нечётной стороне:
- № 1/61 — жилой дом. Здесь жил педиатр Г. Н. Сперанский[3]. О других жильцах см. Ленинский проспект, № 61/1.
- № 3 — жилой дом. Здесь жили ученые-теплотехники член-корреспондент АН СССР З. Ф. Чуханов[4], академик АН СССР М. А. Михеев (мемориальная доска, 1979), физики лауреат Нобелевской премии академик РАН В. Л. Гинзбург[5], академик РАН Е. С. Фрадкин[6], учёный в области электротехники и автоматики академик РАН В. А. Трапезников[7], химики академик РАН И. В. Тананаев[8], академик АН СССР К. А. Кочешков, академик АН СССР С. С. Медведев, кристаллограф академик АН СССР А. В. Шубников, биохимик академик АН СССР А. И. Опарин (мемориальная доска, 1982), металловед, член-корреспондент АН СССР Савицкий Е. М., металлург академик АН СССР Н. В. Агеев, микробиолог академик АН СССР Г. К. Скрябин (мемориальная доска), агробиолог и селекционер академик ВАСХНИЛ И. Е. Глущенко[9], математик и механик член-корреспондент АН СССР В. В. Голубев[10], геолог-геохимик академик РАН В. Л. Барсуков, геофизик академик РАН С. Л. Соловьёв, геолог член-корреспондент РАН П. П. Тимофеев, математик академик РАН В. И. Арнольд, физик, лауреат Нобелевской премии академик РАН Н. Г. Басов, народный художник СССР В. Ф. Штраних.
- № 27 и 27 к. 1- жилые дома, построенные по 2-й ("собянинской") программе реновации  в 2018 г.

По чётной стороне:
- № 4, к. 1 — жилой дом. В 1959—1986 годах здесь жил пианист Д. Д. Благой[11]; в 1960—1967 годах — микробиолог Н. Д. Иерусалимский; филолог М. А. Ильин[12], социолог Д. И. Валентей[13], историк Л. В. Черепнин[14], учёный в области теории управления Я. З. Цыпкин (в 1959—1997)[15], этнограф С. А. Токарев[16].
- № 4, к. 2 — жилой дом. Здесь жили математик Б. В. Шабат[17], композитор Альфред Шнитке (мемориальная доска, 2004, скульпторы Л. С. Могилевский и А. К. Тихонов)[18], физикогеограф Ю. К. Ефремов[19], археолог В. Д. Блаватский[20].
- № 4, к. 3 — жилой дом. Здесь жил геофизик В. И. Кейлис-Борок.
- № 16, к. 2 — посольство Македонии (офис № 510).
- № 24 — жилой дом. Здесь жил советский военачальник, Герой Советского Союза И. Н. Шкадов[21].

## Предприятия и фирмы
Перечень предприятий и фирм находится на сайтах и.

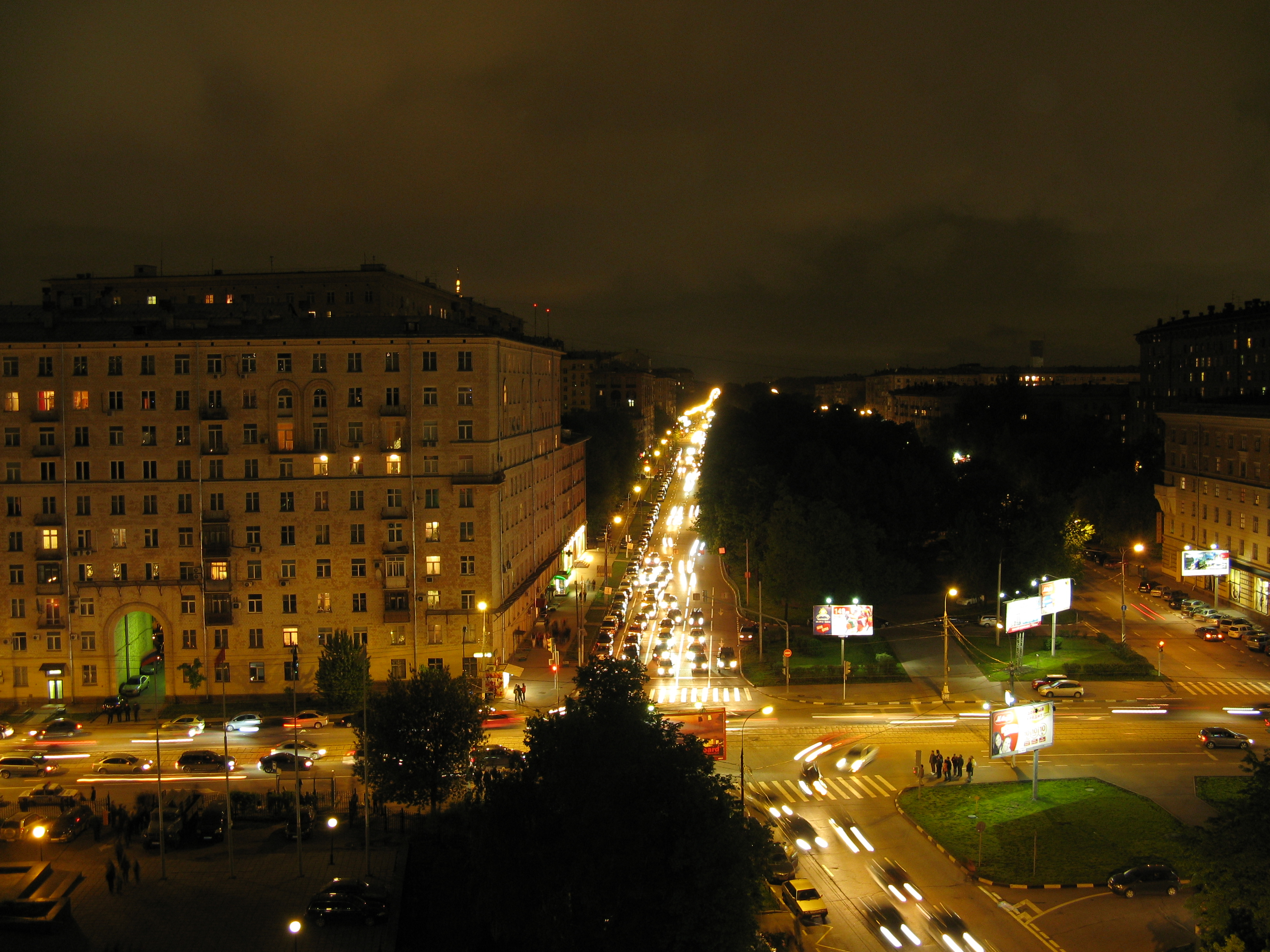
Улица Дмитрия Ульянова. Вид из башни Дарвиновского музея в сторону Ленинского проспекта.

Хостел Олимпия улица Дмитрия Ульянова дом 24

## Транспорт

### Метро
Станция метро «Академическая»

### Автобус
- c5: от Новочерёмушкинской улицы до Профсоюзной улицы и от Профсоюзной улицы до улицы Гримау
- 57: от Ленинского проспекта до улицы Ивана Бабушкина и обратно
- 119: от Ленинского проспекта до улицы Гримау и обратно
- 121: от Профсоюзной улицы до Новочерёмушкинской улицы и обратно
- 142: от Профсоюзной улицы до Севастопольского проспекта и обратно
- 529: от Ленинского проспекта до улицы Гримау и обратно
- 915: от Профсоюзной улицы до Новочерёмушкинской улицы и обратно
- с918: от Профсоюзной улицы до Севастопольского проспекта и обратно
- 934: от Ленинского проспекта до Севастопольского проспекта и обратно

## Информация на сайтах
- Имена московских улиц. Топонимический словарь / Р. А. Агеева, Г. П. Бондарук, Е. М. Поспелов и др.; авт. предисл. Е. М. Поспелов. — М.: ОГИ, 2007. — 608 с. — (Московская библиотека). — ISBN 5-94282-432-0.

## Фото на сайтах
- Сталинский дом на перекрёстке с Профсоюзной улицей
- Научный центр эндокринологии
- Вид от улицы Ивана Бабушкина на запад
- Вид от площади Хо Ши Мина на запад
- Широкий газон посередине улицы: Фото 1, Фото 2.